# ОШ „Свети Сава“ Црњелево
ОШ „Свети Сава” једна је од основних школа у Бијељини. Налази се у улици Црњелово Горње, у насељу Црњелево. Име је добила по Светом Сави, српском принцу, монаху, игуману манастира Студенице, књижевнику, дипломати и првом архиепископу аутокефалне Српске православне цркве.

## Историјат
Школа је основана 1875. године, а настава се одржавала у цркви и брвнари саграђене на сеоском гробљу Грабовача. Школска зграда је сазидана 1879. године, на локацији где се и данас налази. Школске 1982—83. године је изграђена фискултурна сала за потребе извођења наставе физичког васпитања. Изградња топле везе је повезала школску зграду и фискултурну салу. Ученици и запослени су добили једну учионицу, већу и функционалнију зборницу, канцеларијски блок, пространи хол, премештај библиотеке која је била смештена у засебној згради у школском дворишту, простор за пријем родитеља, простор за архиву и наставна средства, савремени мокри чвор што је и био највећи проблем ове школе. Дограђени објекат је отворен у октобру 2010. године.
У протеклом периоду је школско двориште проглашавано више пута као најлепше и најуређеније школско двориште на подручју града Бијељина. У склопу дворишта се налази и школски парк. У свом саставу садржи два активна подручна одељења, Вруља и Ђукићи. Подручно одељење Вруља је отворено 1959. године, а у њему наставу похађају ученици четвртог и петог разреда. Поред редовне наставе, ученици реализују креативну и ликовну секцију. Министарство просвете и културе Републике Српске је обезбедило средства за изградњу мокрог чвора у склопу школске зграде (урађена су два тоалета са топлом водом) и просторија за учитеље која такође има део кухиње са топлом водом. Подручно одељење Ђукићи је отворено 1949. године, у њему наставу похађају ученици првог, другог и трећег разреда.

## Догађаји
Догађаји основне школе „Свети Сава”:
- Дан школе[4]
- Европски дан језика[5]
- Лутвид фест[6]